# Joseph Saint-Rémy
Joseph Saint-Rémy (ur. 1818, zm. 1856) – haitański historyk.
Urodził się na Gwadelupie, jednak w dzieciństwie wraz z rodziną przeniósł się na Haiti, zamieszkując w Cayes. Studiował prawo w Paryżu. Oprócz klasycznych badań historycznych zajmował się wydawaniem materiałów źródłowych do historii swego kraju. 

## Wybrane publikacje[3]
- Essai sur Henri Christophe, général haïtien (Paryż 1839)
- La vie de Toussaint-L'Ouverture (Paryż 1850)
- Pétion et Haïti. Étude monographique et historique (w pięciu tomach; Paryż 1853 - 1857)